# 純白の夜
『純白の夜』（じゅんぱくのよる）は、三島由紀夫の3作目の長編小説。既婚者同士の恋と、そのかけひきの心理を高雅で怜悧なタッチで描いた恋愛小説。純粋なヒロインの悲劇的で不条理な結末までの愛と苦悩が繊細に綴られている。
1950年（昭和25年）、雑誌『婦人公論』1月号から10月号に連載された。三島にとって初の長期連載物である。単行本は同年12月20日に中央公論社より刊行された。発表の翌年1951年（昭和26年）8月31日には、木暮実千代主演で映画も封切られた。映画には三島もエキストラで出演している。文庫版は1956年（昭和31年）7月30日に角川文庫で刊行された。翻訳版は、中国（中題：純白的夜）で行われている。

## あらすじ
昭和23年の秋、ある茶会の帰り、22歳の郁子は、銀行員の35歳の夫・村松恒彦とその同僚・沢田と三人で、ドラクロアの良いデッサンが出ているという有楽町のS画廊に立ち寄った。S画廊は恒彦の父の代から村松家と関係のある画商であった。デッサンはすでに売約済みとなっており、買ったのは恒彦の学友であった楠であった。楠は仕事の取引で恒彦と再び連絡を取り合うようになっていた。
楠がドラクロアのデッサンを見せに、渋谷の村松家にやって来た。恒彦の帰宅時間が予定より遅くなり、折からの雨で女中は駅まで恒彦を迎えに出て行った。郁子と楠は応接間での2人だけの短い初対面の間に心の中で惹かれ合った。次の土曜日に草野井元男爵邸で行なわれるダンス教室の小舞踏会に楠も招待されていた。ダンスの日、楠は遅れてやって来た。パートナーを連れていない楠と郁子は踊った。楠は積極的にアプローチし、郁子のハンドバッグに恋文を入れた。帰宅後、郁子はそれを読み喜びでいっぱいになったが、夫にそれを見せ返事は書かなかった。1か月後の紅葉の季節、楠の河口湖の別荘の集まりに村松夫婦も招待された。楠は郁子にまたアプローチした。帰京し、約束の待ち合わせの店に郁子はわざと偶然を装い、夫を伴って来た。
父親が追放令に該当し東京の家を売却したため、生活に困窮していた独身の沢田が村松家に一時、間借りすることとなった。郁子は初めそれに反対だったが、しだいにデリカシーや皮肉のない沢田に逆に話しやすさ、心安さを感じた。正月の年始の挨拶がてらに恒彦と郁子夫婦は麻布にある楠の家を訪ねてみた。楠の妻・由良子は病身で寝たり起きたりの身であった。ある日、郁子は夫に訊かれ、楠に呼ばれて2、3度会ったことと、すぐ逃げて来たことを告げた。しかし郁子はしだいに楠の押しに屈し、接吻を交わすようになっていた。郁子は楠を愛していたが、最後の一線は許さなかった。
恒彦は銀行へ楠を呼んだ。恒彦は、楠の会社への融資を止めることを告げ、妻から楠への別れの手紙を渡し、公私ともに楠と絶交をすることを言い渡した。郁子は当初、朗らかさを装っていたものの楠と会えない空洞があった。そして夫の出張の時に、沢田と一夜を共にしてしまった。沢田から、そのことを聞いた楠は傷つき、郁子に手紙を出した。2人は再び、密会するようになった。郁子は楠の疑惑を解き、自分の真心を何とかして楠にわかってもらいたいと思った。2人は、郁子が鎌倉の親戚の通夜に行く前の短い間にも、駅で会った。郁子は通夜の後、実家に立ち寄った折に、妹・露子がいつも、おまじないのように持ち歩いている青酸カリを何気なく自分のバッグに入れてしまった。
梅雨明け間近の日、楠はついに強引に郁子を鎌倉の扇ガ谷の懐風苑という宿へ連れて行った。風呂の後、郁子は家に電話を入れると言うと、楠は、全責任とるから、自分と一緒にいることを恒彦に告げるように言った。しかし郁子は女中に、鎌倉の親戚の家に泊まると嘘をついて切った。それを聞き怒った楠は黙って郁子を残し、宿を出て行った。あくる朝、楠が宿に戻ると、警官や泣いている恒彦がいた。郁子は服毒自殺していた。郁子は死ぬ前の夜中の3時に夫へ電話をかけ、「あたくし楠さんを愛しておりますの。それなのに、楠さんはあたくしをお捨てになったの。……あたくし1人ぼっちなの。……とてもこわいの。どうしていいかわからないくらい。……だめなの。楠さんはもうあたくしをお嫌いなの。……迎えにいらしてね、きっと迎えにいらしてね」と子供のように泣きじゃくっていた。その声は不思議な鳥の啼き声のように響いていた。

## 登場人物
村松郁子
22歳 - 23歳。旧姓は岸田。銀行資本家の娘。15歳の時に親同士の決めた相手と婚約し、20歳で結婚。お高くとまっているという印象を人に与える。生まれながらの美人だが、人が頭から美人と決めてしまわざるをえぬような化粧や服装のために、その素の魅力が割り引かれている。妹が2人いる。
村松恒彦
35歳 - 36歳。郁子の夫。銀行員。坊ちゃん育ち。父親・則彦は戦時内閣で商工大臣をつとめ、戦時中に死亡。渋谷区神山町に居住。郁子と結婚し、岸田銀行日本橋支店の貸付係長となった。郁子の実家の岸田銀行は戦後、一族郎党が追い出され、恒彦を岸田家につないだ。
沢田
村松恒彦の同僚で同年齢。独身。機智の才能が全くない。ラジオや時計の修理が巧い。浪花節ファンであることを村松夫婦には隠している。妹がいる。父親は追放令で職を失った古手の官吏で、家を売り郷里に隠栖。潔癖症でこっけいなほど自分の小さな怪我にも注意を払う。
楠
村松恒彦の学生時代の友人で同年齢。経営する合成樹脂会社は恒彦の銀行と取引関係にある。河口湖に別荘を持つ。落着いた篤実な話し方。麻布笄町の焼跡に建てられた小ぢんまりした洋館に居住。病身の妻がいる。
画廊の主人
有楽町のＳ画廊の若主人。名画の鑑定に堪能な男。動物的なカンを備えていて、お客の会話の些細の事柄までおぼえている。
のぶ
村松家先代の女中頭。寡婦。先代の則彦夫婦の豪奢な生活の思い出をふりまわし、郁子夫婦と比べる。20歳の娘と、貿易庁の三級事務官の息子と一緒に郁子夫婦と同居している。娘と郁子の陰口を言う。村松家に下宿してきた沢田とウマが合う。
草野井元男爵。
57歳。ダンスを愛する独身。戦前から自宅で上流子女相手にダンス教習所を開いている。40代の家政婦が休暇の日には、エプロンを付けて、20歳に満たない紅顔の書生と2人で楽しそうに料理を作る。一種世捨人じみた鷹揚な風格で人々から愛されているが、恰幅のいい外見とちょび髭から、海驢という渾名で陰口をきく者もいる。
米人夫妻
楠のアメリカの大学時代の友人とその妻。小柄な婦人と、演劇趣味の夫。
シャルパンティエ夫人
60代。小柄で洒脱なフランス人。日本人の年下の画家と再婚。前夫は大正末期にたびたび三面記事を賑わした殿様歌人。戦後、廃物のバス2台を改造して、会員組織のフランス料理店を青山1丁目の焼跡に開いた。バスの内装や道具代は、会員客の会社社長らが寄附。
由良子
楠の妻。顔色のすぐれない病身の若い女。寝たり起きたりの身。
露子
郁子のすぐ下の妹。姉を「郁兵衛」と呼ぶ。長唄を習っている。許婚に捨てられ自暴自棄になり、ハンドバッグに青酸カリを入れ持ち歩いている。むかしはジョルジュ・サンドが好きだった。
露子の許婚
製紙会社社長の息子。女とジャズ・レコードのアメリカの新譜にしか関心がない。
照子
18歳。郁子と露子の妹。気むずかし屋。恋人ができない口実を自分の病弱のせいにするが、胃弱は食べすぎが原因。若いのに老婦人のようなところがある。
ヘンリイ
照子の友だち。二世の青年。愛嬌に富んだ日本語を話す。
郁子の学校時代の友達
当歳（今年生れ）の男の児の母親。ふだんは郁子と付き合いがない。
芸妓
楠の道連れの女の1人。お茶っぴいな芸妓。郁子とは正反対のタイプ。
津川夫人
郁子と親しい年長の夫人。慈善団体の会長。郁子に団体の手伝いを依頼する。年下の青年との恋愛短編小説を構想中。
岸田夫人
郁子の母親。すんなりした自分の娘3人に似合わず、肥り肉の雄偉な体格。

## 作品背景
三島由紀夫は『純白の夜』の映画化の際に、自作について〈筋よりも心理が主になつてゐる小説〉だと述べている。
『純白の夜』のヒロインの名前は「郁子」であるが、これは三島の初恋の三谷邦子（三谷信の妹）の「邦子」の字と感じが似ていることから付けられたのではないかとされている。「郁子」という名前が、短編『罪びと』（1948年）や、のちの戯曲『熱帯樹』（1960年）のヒロインにも付けられていることに気づいた村松剛が、このことについて三島に訊ねた際、「そんなことに気が付くのは君ぐらいのもんだよ」と言い、その後ぼつんと、「昔つきあっていた女でよく似た名前のがいた」と答え、それ以上は何も言わなかったという。

## 作品評価・研究
『純白の夜』は、単なる女性雑誌向けの娯楽小説ではなく、主人公の男女の「心理の分析と彫琢」によって「古典的心理小説」とも言えると小坂部元秀は評し、「とくに最後の破局へのヤマ場のつくり方と結末のシニシズムに注目したい」と解説している。
蘆原英了は、『クレーヴの奥方』から『ドルジェル伯の舞踏会』に至るフランス心理小説の流れを『純白の夜』は明確にくんでいるとし、チボオデのいう「心理のロマネスク」を扱った作品であると解説している。また題名は、フランス語の「ラ・ニュイ・ブランシュ」から思いついたのではないかとしながら、「白夜」の意味は「眠れぬ夜」だと説明し、「これはこの小説の最後の部分の、郁子のそれを現しているのであろうと忖度する」と述べている。
小池真理子は、「いかに天賦の才に恵まれていた作家とはいえ、わずか二十五歳の若さで、かくも緻密で完璧な恋愛心理小説を書くことができるものだろうか」と驚嘆し、不倫などの男女の愛憎といった「卑俗」な題材が、一旦三島という作家の手にかかると、その「華麗な文章」で「美しい悲劇」に仕立てられ、「軽蔑すべき卑俗の中に隠されていた気高い真実を見せつけられる」とし、三島はバルザック以上に、「卑俗なものを悲劇に高め続けた」作家だと考察している。
そして、その心理描写の「緻密で完璧」な表現力を、「怪物的才能」と小池は評しながら、夫を裏切っていないと言い訳しながらも楠に惹かれていく郁子と、郁子ほどの美しい女を諦めるのは「神に対する冒涜」だと考える楠の心理を描く三島の表現方法を以下のように解説している。
村松剛は、ヒロイン「郁子」の名前にまつわるものとして、三島が短編『罪びと』では、リヤカーで荷物運搬中に飲んだ水が原因でチフスで亡くなるミッション・スクールの女学生「郁子」（IKUKO）を妹・美津子（MITSUKO）をモデルにし、その「郁子」が、主人公の青年の許婚という設定となっていることと、「郁子」に水を飲むことを勧めた同級生が、主人公と夏休みに避暑地であやまちを犯したという設定で、三島と軽井沢で接吻をした三谷邦子（KUNIKO）（『仮面の告白』の園子）がモデルとなっていることを考察しつつ、戯曲『熱帯樹』では、兄と心中する妹が「郁子」という名前で、『純白の夜』では人妻の「郁子」で登場することから、「妹の死」と「失恋」という2つの主題が、これらの作品群では混ぜ合わされていると解説している。

## 映画化
『純白の夜』（松竹） 1951年（昭和26年）8月31日封切。モノクロ 1時間46分。
当時、高校生だった石原慎太郎は、映画の予告編で、エキストラ出演の三島がダンスパーティーのシーンに出ているのを見て、「ああこれが鬼才の顔か」と思ったと述懐し、野坂昭如は、ずっと映画を見ていたが三島を見つけることができなかったと述懐している。

### スタッフ
- 監督：大庭秀雄
- 脚本：柳井隆雄、光畑碩郎
- 撮影：生方敏夫
- 音楽：黛敏郎、吉沢博
- 美術：浜田辰雄、熊谷正雄
- 照明：田村晃雄
- 製作：小出孝

### キャスト
- 村松郁子（旧姓・岸田郁子）：木暮実千代
- 楠：森雅之
- 村松恒彦：河津清三郎
- 沢田：信欣三
- 岸田夫人：村瀬幸子
- 岸田露子：津島恵子
- 市川春之介：佐田啓二
- 津川夫人：森川まさみ
- 村松家女中・のぶ：高橋豊子
- 村松家女中・きく：山田英子
- 画廊の主人：十朱久雄
- ダンスの客の1人：三島由紀夫（エキストラ出演）

## テレビドラマ化
- 女の劇場『純白の夜』（朝日放送） 
  - 1961年（昭和36年）7月26日 水曜日 14:00 - 15:00
  - 脚色：藤本義一。演出：阿部正義
  - 出演：若原雅夫、月丘千秋、高桐真（高橋真）、山口幸生、鮎川十糸子、ほか
  - ※ 東京ではTBSテレビで、7月31日に放送。

## おもな刊行本
- 『純白の夜』（中央公論社、1950年12月20日） NCID BN15752118
  - 紙装。フランス装。白色帯。口絵写真1頁1葉（著者肖像）。231頁
- 『純白の夜』（河出書房、1955年7月15日） 
  - カバー装幀：猪熊弦一郎。クロス装。口絵写真1頁1葉（著者肖像、撮影：土門拳）。本扉裏に著者略歴。
- 文庫版『純白の夜』（角川文庫、1956年7月30日。改版1969年2月20日、2009年2月25日）
  - 緑色帯。付録・解説：蘆原英了。
  - 改版2009年より、カバー装幀：國枝達也。黒色帯。解説：小池真理子

### 全集収録
- 『三島由紀夫全集4巻（小説IV）』（新潮社、1974年1月25日）
  - 装幀：杉山寧。四六判。背革紙継ぎ装。貼函。
  - 月報：笹原金次郎「三島さんの剣道入門」。《評伝・三島由紀夫 9》佐伯彰一「二つの遺作（その8）」。《同時代評から 9》虫明亜呂無「主として『愛の渇き』をめぐって」。口絵写真撮影：柿沼和夫
  - 収録作品：「純白の夜」「愛の渇き」「青の時代」
  - ※ 同一内容で豪華限定版（装幀：杉山寧。総革装。天金。緑革貼函。段ボール夫婦外函。A5変型版。本文2色刷）が1,000部あり。
- 『決定版 三島由紀夫全集1巻 長編1』（新潮社、2000年11月1日）
  - 装幀：新潮社装幀室。装画：柄澤齊。四六判。貼函。布クロス装。丸背。箔押し2色。
  - 月報： ドナルド・キーン「三島文学の英訳」。佐伯彰一「三島さんとのつき合い」。［小説の創り方1］田中美代子「秘鑰をつかむ」
  - 収録作品：「盗賊」「仮面の告白」「純白の夜」「『盗賊』異稿」「『盗賊』創作ノート」「『純白の夜』創作ノート」